# Mistinguett détective 2
Mistinguett détective II est un court-métrage français muet, réalisé par André Hugon et Louis Paglieri, sorti en 1917.

## Fiche technique
- Réalisation : André Hugon et Louis Paglieri
- Société de production : Les Films Succès
- Format : Noir et blanc - Muet - 1,33:1 - 35 mm
- Genre : Film d'espionnage - court-métrage
- Durée : 30 min.
- Date de sortie : 
  - France : 15 juin 1917

Source : IMDb

## Distribution
- Mistinguett
- Louis Paglieri
- Guita Dauzon